# José Feghali
José Feghali (* 8. März 1961 in Rio de Janeiro; † 9. Dezember 2014 in Fort Worth) war ein brasilianischer Pianist und Musikpädagoge.
Feghali ging fünfzehnjährig nach London, um bei Maria Curcio zu studieren und setzte seine Ausbildung an der Royal Academy of Music fort. 1985 gewann er die Goldmedaille und den Kammermusikpreis bei der Van Cliburn International Piano Competition. 
In der Folgezeit hatte er als Konzertpianist mehr als 1000 Auftritte international mit Orchestern wie den Berliner Philharmonikern, dem Royal Concertgebouw Orchestra, dem Gewandhausorchester Leipzig, dem Royal Philharmonic Orchestra und dem London Symphony Orchestra. Er trat in der Carnegie Hall und im Kennedy Center auf und beteiligte sich als Mitglied des künstlerischen Komitees im Vorstand der Cliborn Foundation an vielen Konzerten der Stiftung.
Daneben war Feghali ein angesehener Rezitalist und trat als Kammermusiker u. a. mit James Galway, Truls Mørk, Antonio Meneses, Alisa Weilerstein, Edgar Meyer, David Shifrin, Olivier Charlier, Régis Pasquier und John Vickers auf. An der Texas Christian University unterrichtete er Klavier und entwickelte ein Videokonferenzprogramm, dessen Klangqualität es ermöglichte, Meisterklassen über das Internet zu veranstalten. In seinen letzten Lebensjahren litt er an Depressionen. Er erschoss sich im Dezember 2014 in seiner Wohnung.